# Ecco Jr.
 (décembre 2018).
Si vous disposez d'ouvrages ou d'articles de référence ou si vous connaissez des sites web de qualité traitant du thème abordé ici, merci de compléter l'article en donnant les références utiles à sa vérifiabilité et en les liant à la section « Notes et références ».
Ecco Jr. est un jeu d'aventure sorti sur Mega Drive et Sega Pico en 1995. Cet épisode spin-off de la série Ecco the Dolphin s'adresse aux jeunes joueurs, le jeu ne présente pas la difficulté caractéristique des autres épisodes.

## Synopsis
Le joueur incarne un jeune dauphin nommé Ecco qui doit résoudre une série d'énigmes avec ses amis pour retrouver la grande baleine bleue.

## Système de jeu
Le jeu propose trois personnages jouables : Ecco Jr., un autre dauphin à la peau sombre et une orque. Il est possible de changer de personnage à tout moment dans le jeu.
Il n'existe aucun véritable ennemi dans le jeu. Les requins présents dans les niveaux n'attaquent pas le joueur contrairement aux jeux précédents.
Le joueur dispose du sonar pour se repérer dans les niveaux.